# Geisli
Geisli (del nórdico antiguo, rayo de luz) es el más antiguo drápa nórdico conocido (poema de estrofas largas) de contenido cristiano. Fue escrito por Einarr Skúlason, poeta islandés del siglo XII, para honrar a Olaf II el Santo. Geisli inició un cambio estilístico en la poesía escáldica, influido por el cristianismo y el aprendizaje europeo. Einarr Skúlason también era un sacerdote y escaldo, y su obra muestra que estuvo familiarizado con las tradiciones de la liturgia latina y la hagiografía como con las convenciones de la poesía nórdica. Geisli es la fuente primaria para los estudiosos modernos sobre hagiografía en nórdico antiguo y la historia de la cristianización de Islandia y Noruega. Se recitó por primera vez en verano de 1153, poco después del establecimiento de Nidaros (Trondheim) como sede episcopal de Noruega. La motivación fue por un lado religiosa, al enfatizar al rey Olaf como figura del orgullo nacional e independencia de la iglesia noruega y por otro lado, también política, para lograr la canonización del difunto rey y el reconocimiento papal de su santidad.
La obra se ha conservado en dos manuscritos, Bergsbók y el compendio medieval Flateyjarbók.